# Kim Possible – Der Film: Invasion der Roboter
Kim Possible – Der Film: Invasion der Roboter (Originaltitel: Kim Possible Movie: So the Drama) ist ein US-amerikanischer Fernsehfilm, der auf der gleichnamigen Zeichentrickserie, die von 2002 bis 2007 auf dem Disney Channel ausgestrahlt wurde, basiert.

## Handlung
Die Handlung dreht sich um Kim Possible, eine Teenagerin, die neben der Schule als Superagentin die Welt rettet. Gemeinsam mit ihrem besten Freund Ron Stoppable und dem Computergenie Wade stellt sie sich erneut dem Bösewicht Dr. Drakken.
Drakken hat einen neuen, scheinbar perfekten Plan zur Welteroberung entwickelt, der den Einsatz eines mysteriösen "Synthodrone" beinhaltet – einem künstlichen Menschen, der Kim überlisten soll. Parallel dazu wird Kim mit der Herausforderung konfrontiert, ein Date für den bevorstehenden Schulball zu finden. Als sie sich mit einem neuen Mitschüler namens Eric einlässt, beginnt Ron zu erkennen, dass er vielleicht mehr für Kim empfindet, als er bisher dachte.
Währenddessen nimmt Drakkens Plan Gestalt an, bei dem er eine Armee von Kampfrobotern mit Hilfe von gestohlener Technologie produzieren will. Als sich herausstellt, dass Eric in Wahrheit ein Synthodrone ist, der von Drakken kontrolliert wird, steht Kim vor einer emotionalen und taktischen Herausforderung. Am Ende gelingt es Kim und Ron – nun mit einem neu gefestigten Band – die Welt zu retten.

## Produktion
Der Film wurde von Walt Disney Television Animation produziert und hatte am 8. April 2005 auf dem US-amerikanischen Fernsehsender Disney Channel Premiere. In Deutschland wurde er erstmals am 18. August 2006 auf Super RTL ausgestrahlt. Regie führte Steve Loter. Das Drehbuch stammt von Mark McCorkle und Bob Schooley, den Schöpfern der Serie.

## Synchronisation
Die deutschsprachige Synchronisation entstand bei der Blackbird Music Musik- u. Filmsynchron nach einem Dialogbuch von Marius Clarén, sowie unter der Dialogregie von Simon Jäger und Katrin Fröhlich.
| Rolle                | Englischer Sprecher    | Deutscher Sprecher |
| -------------------- | ---------------------- | ------------------ |
| Kim Possible         | Christy Carlson Romano | Anna Carlsson      |
| Ron Stoppable        | Will Friedle           | Marius Clarén      |
| Wade Load            | Tahj Mowry             | Wanja Gerick       |
| Dr. Drakken          | John DiMaggio          | Jan Spitzer        |
| Monique              | Raven-Symoné           | Uschi Hugo         |
| Eric, die Syntodrone | Raviv Ullman           | Sebastian Schulz   |
| Shego                | Nicole Sullivan        | Katrin Fröhlich    |
| Rufus                | Nancy Cartwright       | Stefan Krause      |